# Asaf Hamami
Asaf Hamami (en hebreo: אסף חממי‎) (2 de diciembre de 1982-7 de octubre de 2023) fue un oficial de la FDI con rango de coronel, que se desempeñaba como comandante de la Brigada del Sur en la Franja de Gaza. Antes de eso, se desempeñó como comandante de la Brigada Negev, comandante de la escuela de entrenamiento de la Brigada Oz y comandante del Batallón Tzabar.
El 7 de octubre de 2023, durante el ataque de Hamás contra Israel, murió defendiendo el kibutz Nirim. Su cuerpo fue secuestrado y llevado a Gaza por Hamás. Junto con Roi Levy y Jonathan Steinberg, son los oficiales de mayor rango muertos de la FDI en este ataque.